# NGC 6138
NGC 6138 (NGC 6363) je eliptična galaktika u zviježđu Herkulu. Naknadno je utvrđeno da je NGC 6363 ista galaktika.

## Vanjske poveznice
- (engl.) SEDS: NGC 6138
- (engl.) Hartmut Frommert: Revidirani Novi opći katalog
- (engl.) Izvangalaktička baza podataka NASA-e i IPAC-a
- (engl.) Astronomska baza podataka SIMBAD
- (engl.) VizieR
- (engl.) Auke Slotegraaf: NGC 6138 Deep Sky Observer's Companion
- (engl.) Courtney Seligman: Objekti Novog općeg kataloga: NGC 6100 - 6149